# Hans N. Andersen
 Der er flere personer med dette navn, se Hans Andersen.
Hans Nørgaard Andersen (født 3. november 1980) er professionel speedwaykører, der p.t. er bosat i Peterborough, England. Han kører både for: Poole, England. Munkebo, Danmark, Lejonen, Sverige og Łódź, Polen. Andersen har tidligere kørt for: Poole og Ipswich, England. Holstebro, Fredericia, Vissenbjerg, Danmark. Gniezno, Opole, Lublin, Polen. Uddevalle, Sverige.
Hans Andersen fik sin debut, som professionel speedwaykører i 2001, men fik allerede sin speedway debut, som 9 årig på Sanderum knallertbane .

## Hans Andersens resultater
Grand Prix podieplaceringer
- Danmarks Grand Prix – 2006
- Tjekkiets Grand Prix – 2006
- Skandinaviske Grand Prix – 2004
- 2. plads i det Scandinaviske GP – 2006.
- 3. plads i det Italienske GP – 2006

VM for hold:
- 4 plads VM i parken 2010
- Guld: 2008
- Guld: 2006
- Sølv: 2002, 2007
- Bronze: 2003, 2004, 2005

Danske mesterskaber
- Dansk hold mester: 1996, 1997, 2000, 2005
- Dansk mesterskab: Guld 2007, Sølv 2002, 2003 og 2006. Bronze 2001 & 2005

Team
- Coach/træner: Brian Testrup
- Mekaniker: Ronni Rosendahl
- Mekaniker: John jørgensen
- Mekaniker: Luigi Barat

## Ekstern henvisning
1. ↑  Jagten på det almindelige Arkiveret 5. marts 2016 hos  Wayback Machine 26. december 2007, fyens.dk